# Roberto Palacios
Roberto Palacios (ur. 28 grudnia 1972 w Limie) – peruwiański piłkarz, który występował na pozycji pomocnika. Nosił pseudonimy "El Chorri" i "Chorrillano". Ze 128 spotkaniami na koncie jest rekordzistą pod względem występów w reprezentacji Peru. Przez wielu uważany za najlepszego peruwiańskiego futbolistę w latach 90.

## Początki
Palacios urodził się i wychował w Limie. Jest synem Kreolki i Haitańczyka. Jego ojciec - zapalony fan piłki nożnej - namówił go, aby zaczął trenować w regionalnych drużynach. Kilka lat później młody zawodnik zaczął trenować w juniorskich zespołach pierwszoligowego Sportingu Cristal.

## Kariera klubowa
W seniorskim zespole Sportingu 19-letni wówczas piłkarz zadebiutował w 1991 w spotkaniu z Municipalem Lima. Swojego pierwszego gola zdobył już tydzień później, w meczu przeciwko Universitario de Deportes.
Dobre występy i aż 51 bramek zdobytych w ciągu 5 lat gry dla Sportingu Cristal zaowocowało powołaniem do reprezentacji i transferem do meksykańskiej Puebli, gdzie trafił pod skrzydła trenera Ruiza.
Po pół roku przeszedł do brazylijskiego Cruzeiro EC, jednak już na początku 1998 powrócił do Meksyku, gdzie grał w latach 1998-2004 w klubach takich jak Tecos UAG, Monarcas Morelia i Atlas Guadalajara. W tym czasie na krótko powrócił do ojczyzny, aby w 2001 roku podpisać roczną umowę ze Sportingiem.
W 2004 podpisał kontrakt z kolumbijskim Deportivo Cali, skąd już po półrocznym okresie wyemigrował do Ekwadoru. Tam reprezentował barwy LDU Quito. W wieku 35 lat wrócił do Peru i już po raz trzeci został zawodnikiem Sportingu Cristal. Pełni tam funkcję kapitana drużyny.

## Kariera reprezentacyjna
W 1992 roku po raz pierwszy został powołany do reprezentacji Peru. W kadrze narodowej grał przez 17 lat. 14 października 2009 roku ogłosił zakończenie swojej kariery reprezentacyjnej. Ogółem w międzynarodowych rozgrywkach zdobył 19 goli. Wystąpił też w 122 meczach, co daje mu pozycję najczęściej występującego w "Los Incas" zawodnika. Uczestniczył w turniejach takich jak: Copa América 1993, Copa América 1995, Copa América 1997, Copa América 1999, Złoty Puchar CONCACAF 2000, Copa América 2001 i Copa América 2004.

## Życie prywatne
Roberto Palacios jest aktywnym członkiem UNICEF. Przekazał UNEP datek pieniężny po trzęsieniu ziemi na Haiti w 2010 roku.